# Săgeata Verde (personaj)
Green Arrow (nume tradus în română ca Săgeata Verde) este un supererou ce apare în benzile desenate americane publicate de DC Comics. Creat de Mort Weisinger și desenat de George Papp, a debutat în More Fun Comics #73, în noiembrie 1941. Identitatea sa reală este Oliver Jonas Queen, un om de afaceri bogat, proprietar al Queen Industries.
Inspirat parțial de Robin Hood, Green Arrow este un arcaș care își folosește abilitățile pentru a lupta împotriva criminalității în orașele sale de baștină, Star City și Seattle, precum și alături de colegii săi supereroi ca membru al Ligii Dreptății. 
Săgeata Verde nu a fost inițial un personaj cunoscut în afara fanilor de benzi desenate: a apărut într-un singur episod al serialului animat Super Friends în 1973. În anii 2000, personajul a apărut într-o serie de proprietăți DC, inclusiv în serialele animate Liga Dreptății fără limite, Tinerii justițiari, The Batman și Batman: Neînfricat și cutezător, precum și în mai multe filme originale animate din DC Universe. În live-action, a apărut în serialul Smallville, interpretat de actorul Justin Hartley, și a devenit un membru de bază al distribuției. În 2012, a debutat serialul live-action Arrow pe The CW, în care personajul principal a fost interpretat de Stephen Amell, și care a lansat mai multe seriale derivate, devenind punctul de plecare pentru o franciză de televiziune comună numită Arrowverse.

## Publicații
Săgeata Verde și Speedy au apărut pentru prima dată în More Fun Comics #73 (coperta din noiembrie 1941), care a fost ilustrată de artistul George Papp. Când Mort Weisinger a creat personajul, în afară de aluziile evidente la Robin Hood, s-a inspirat dintr-un serial, The Green Archer, bazat pe romanul lui Edgar Wallace. El a modificat modelul într-un super-erou arcaș cu influențe evidente dinspre Batman, printre care se numără Speedy, secundul lui Green Arrow, folosirea unui Arrowcar și a unui Arrow-Plane pentru transport, folosirea unei Arrow-Cave ca sediu, alter ego-ul său de playboy bogat, folosirea unui Arrow-Signal pentru a-l chema, precum și un dușman arhicunoscut, numit Bull's Eye, similar cu Joker. Primele povești despre originea lui și ale lui Speedy au fost prezentate în More Fun Comics #89.
Săgeata Verde a reprezentat la început un material de rezervă în More Fun Comics, dar în decurs de patru luni Săgeata Verde și Speedy i-au înlocuit pe Doctor Fate și Spectre pe coperta revistei. În Superhero Comics of the Golden Age, Mike Benton scrie că „statutul lor de vedetă de pe copertă s-a datorat probabil simpatiei pentru Speedy - companionii adolescenți erau la modă în acel moment.”
Săgeata Verde fost unul dintre puținele personaje DC care a continuat să existe după Epoca de Aur a benzilor desenate. Longevitatea sa s-a datorat influenței creatorului Mort Weisinger, care l-a păstrat ca personaj de rezervă față de Superboy, care era cap de afiș, mai întâi în More Fun Comics și apoi în Adventure Comics; întrucât titlurile legate de Superman aveau succesul aproape garantat în această perioadă, Green Arrow a rezistat relativ neschimbat în anii 1940 și 1950, depășindu-i pe majoritatea contemporanilor săi din Epoca de Aur. Ca urmare, a evitat să fie reînviat și „reimaginat” pentru Epoca de Argint, așa cum au fost Flash, Green Lantern și alții.
În 1969, artistul Neal Adams a actualizat înfățișarea vizuală a personajului, oferindu-i o barbă Van Dyke și un costum nou în The Brave and the Bold #85 (august-septembrie 1969). Scriitorul Dennis O'Neil a dat curs noii înfățișări a lui Green Arrow refăcând complet atitudinea personajului în Justice League of America #75 (coperta din noiembrie 1969), Oliver Queen pierzându-și averea și devenind un apărător declarat al celor defavorizați și al stângii politice. De asemenea, povestea a transformat-o pe colega de echipă, Canarul Negru, într-un interes amoros pentru Queen.

### Săgeata Verde/Canarul Negru

Săgeata Verde și Canarul Negru pe coperta Green Arrow and Black Canary #1 (2007)

DC Comics a publicat o miniserie bilunară în patru părți în care Green Arrow a făcut echipă cu Black Canary pentru a-l ajuta pe Sin să se înscrie la școală, și să înceapă o nouă viață. Seria s-a încheiat cu Black Canary acceptând cererea lui Oliver în căsătorie. Acest lucru a dus la publicarea a trei serii speciale interconectate care se învârteau în jurul nunții Green Arrow/Black Canary, și care se legau de poveștile „Countdown” din luna respectivă. Acestea au fost The Black Canary Wedding Planner, JLA Wedding Special, precum și The Green Arrow/Black Canary Wedding Special. Specialul de nuntă a funcționat ca o introducere pentru o nouă serie Green Arrow/Black Canary. La finalul specialului de nuntă, Canarul Negru este forțată să îl ucidă pe Green Arrow după ce acesta pare să înnebunească, și o atacă.
Noua serie dezvoltată a preluat linia narativă, dezvăluind rapid că Oliver era în viață (Green Arrow mort fiind un impostor), și că era ținut ostatic de „Athena”. Black Canary, Connor și Mia lansează o misiune de salvare pentru a-l salva pe Green Arrow. În timp ce echipa este unită și se îndreaptă spre siguranță, Connor este lovit de un glonț destinat lui Oliver și rămâne în stare vegetativă. În timp ce Connor se odihnește, Oliver și Dinah ies în oraș și se căsătoresc în mod oficial, deoarece în specialul de nuntă nu se căsătoriseră de fapt, dar când se întorc acasă constată că tânărul Connor a fost răpit.
Această intrigă a dus în mod direct la cel de-al doilea episod, care a urmărit salvarea lui Connor de un dușman misterios. Connor este în cele din urmă găsit, acum recuperat fizic datorită manipulării doctorului Sivana. Odată cu numărul 15, Andrew Kreisberg a preluat rolul de scenarist al seriei.